# بییالن د کامپس
بییالن د کامپس (به اسپانیایی: Villalón de Campos) یک شهرستان در اسپانیا است که در استان وایادولید واقع شده‌است.